# Enzo Ruiz
Enzo Daniel Ruiz Eizaga (Mercedes, 31 agosto 1988) è un calciatore uruguaiano, difensore dello Sportivo Barracas.

## Carriera

### Nazionale
Ha partecipato ai Mondiali Under-20 del 2007.